# Rooney Onyango
Ronney Onyango Otieno (Thika, 8 agosto 2001) è un calciatore keniota, difensore del Sogndal e della Nazionale keniota.

## Carriera

### Club
Onyango ha vestito le maglie del Thika Utd, dello Shabana, dello Zoo Kericho, del Gusii, del Wazito, del Muhoroni Youth, degli emiratini degli Elite Falcons e del Gor Mahia.
Il 2 aprile 2025 è stato ufficializzato il suo passaggio ai norvegesi del Sogndal, militanti in 1. divisjon: ha firmato un contratto triennale e ha scelto di vestire la maglia numero 88, in onore del padre scomparso, morto l'8 agosto.

### Nazionale
Onyango ha debuttato per il Kenya in data 16 ottobre 2023, schierato titolare in occasione di un'amichevole terminata 2-2 contro la Russia. Il 20 novembre successivo ha trovato il primo gol, in occasione del successo per 0-5 sul campo delle Seychelles.

## Statistiche

### Presenze e reti nei club
Statistiche aggiornate al 2 aprile 2025.
| Stagione | Club    | Campionato | Campionato | Campionato | Coppe nazionali | Coppe nazionali | Coppe nazionali | Coppe continentali | Coppe continentali | Coppe continentali | Supercoppe | Supercoppe | Supercoppe | Totale | Totale |
| Stagione | Club    | Comp       | Pres       | Reti       | Comp            | Pres            | Reti            | Comp               | Pres               | Reti               | Comp       | Pres       | Reti       | Pres   | Reti   |
| -------- | ------- | ---------- | ---------- | ---------- | --------------- | --------------- | --------------- | ------------------ | ------------------ | ------------------ | ---------- | ---------- | ---------- | ------ | ------ |
| 2025     | Sogndal | 1D         | 0          | 0          | CN              | 0               | 0               | -                  | -                  | -                  | -          | -          | -          | 0      | 0      |
| Totale   | Totale  | Totale     | ?          | ?          |                 | ?               | ?               |                    | -                  | -                  |            | -          | -          | ?      | ?      |